# Strigiphilus heterocerus
Strigiphilus heterocerus är en insektsart som först beskrevs av Grube 1851.  Strigiphilus heterocerus ingår i släktet ugglelöss, och familjen fjäderlöss. Arten är reproducerande i Sverige.